# Pravia
Pravia és un conceyu a la Comunitat Autònoma d'Astúries. Limita al nord amb Cudillero i Muros, a l'est amb Candamu i Soto del Barco, a l'oest amb Cudillero i Salas i al sud amb Candamu i Salas.

## Història

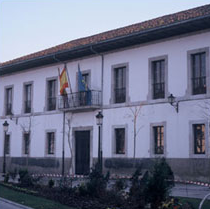
Ajuntament de Pravia

Vestigis històrics trobats al conceyu, proven l'existència de vida humana ja en temps del Paleolític inferior. Dintre d'aquests cal assenyalar els descobriments de Sandamías, on es va trobar una gran macheta de pedra, una destral de mà realitzada en material fèrric i una mena de ratlladora convergent de quars trobada a Las Campas de Luerces. Del Paleolític superior hi ha també elements significatius com les puntes de fletxa trobades. També existeixen dades corresponents a l'edat del bronze i l'edat del ferro, on van ser trobats diversos castros al llarg del territori. A més, d'aquestes etapes històriques provenen els noms dels rius pravians, el que prova l'existència de pobles cèltics, preceltes i indoeuropeus al conceyu.
De l'etapa de la romanització Pravia ofereix diversos testimoniatges. Un d'ells es refereix a la identificació de Pravia amb Santianes o amb la ciutat de Flavionavia, que l'historiador grec Ptolemeu situava al marge esquerre del riu Nalón. Es creu que va ser fundada en temps de l'emperador Flavi Titus Vespasià, que en honor seu va ser nomenada (municipium) Flavium Avia. Altres troballes romàniques trobats són les restes de La Magdalena de la Llera a Santianes, l'estela funerària trobada a Los Cabos, i els denaris de Plata trobats al Castro de Doña Palla. Així mateix durant l'època Pravia es va convertir en una important xarxa de comunicació en ser lloc de passada de la via que comunicava Lugo de Llanera amb el Lugo gallec.
Durant l'etapa de la monarquia asturiana, Pravia adquirí una importància significativa en ser traslladada als seus terrenys la capital del regne. Aquest fet va ser realitzat gràcies a la unió en matrimoni del rei Silo amb Adosinda, filla d'Alfons I i germana de Fruela I. El rei Silo morí i Adosinda intenta col·locar com rei a Alfons II el Cast, fill de Fruela, al que li seria arrabassat el tron pel seu oncle Mauregat I, qui regna de l'any 783 al 789. L'hereu seria llavors Bermudo. Finalment Alfons II el Cast seria el qual traslladés la cort a Oviedo posant fi a l'hegemonia praviana.
En el segle xiii és quan té lloc la fundació de la Pobla de Pravia durant regnat de Ferran III el Sant, el qual li concedeix els furs a Pravia. Això no implica que en aquest territori no hagués assentament humà, car era coneguda l'existència d'un monestir en aquest lloc. En concret el monestir de San Andrés, tancada al culte en el segle xviii a l'amenaçar ruïnes. D'aquesta època també daten la construcció de les muralles, que han anat desapareixent amb el pas del temps. Pravia està representada en la Junta General del Principat d'Astúries des dels seus orígens, i de la mateixa manera està present en nombrosos enteniments amb els conceyos veïns creant-se ja des de temps del baix medievo associacions, com la unió dels cinc conceyos en els quals és germanava amb Salas, Grado, Valdés i Belmonte de Miranda. Amb aquests mateixos conceyos més el vot de Somiedo es va formar en la Junta General el partit que participava en l'elecció del representant en la diputació i del procurador general del Principat.
Històricament la pesca sempre va ser un important element econòmic per al conceyu, donada la bona qualitat de les seves aigües. El ric Nalón era el riu salmoner per excel·lència i el conceyu gaudia del privilegi de la renda de la pesca mitjana des de Las Mestas del Narcea fins a Espilonga, pròxima a la desembocadura del riu en San Esteban, sent el període de pesca des de l'1 de gener al 24 de juny. Aquest privilegi data de 1669. L'ajuntament s'encarregava de recaptar els diners i ho utilitzava en la construcció de fonts, camins, escoles per al poble, etc. Una altra dada històrica de gran importància per al conceyu va tenir lloc en 1836 en la qual Pravia perd la meitat de la seva extensió aproximadament al segregar-se els terrenys pertanyents a Muros, Soto del Barco i Cudillero que van passar a formar ajuntaments propis. De les èpoques actuals Pravia ha estat i és un dels conceyos on més presents estan representades les obres indianes en tot el territori, amb multitud d'edificis notables així com capelles, fonts i escoles que formen part ja de l'entorn pravià.

## Geografia

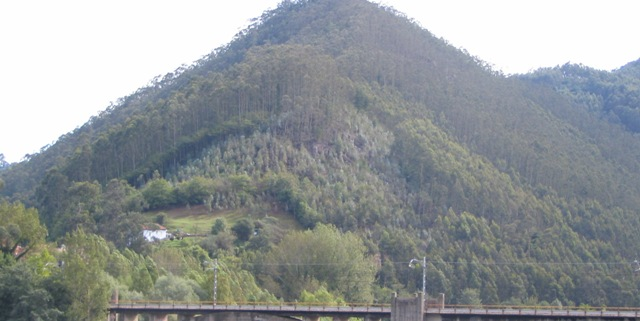
Pic Mirabeche, a Pravia

El territori de Pravia té unes característiques comunes amb la regió central-occidental del Principat. El seu sòl està compost essencialment per materials paleozoics, sent els devonians els de major presència, amb domini de l'arenisca, quarsita, dolomia, pissarra i calcària. Des del punt de vista orogràfic, no es pot destacar el terreny Pravià com a muntanyenc, ja que hi són majoria les petites i mitjanes muntanyes. En el nord tenim les serres de Sangreña i les Autedas, al sud la serra de Sandamías, a l'oest les de Ablanedo i la Castañal i a l'est la serra de Fontebona. La seva altitud màxima es troba en la serra norteña de Sangreña i correspon al Bec de Llan de Cubel que arriba a una altura de 678 metres. Altres becs importants són els del Pic de la Uz en Sangreña (648 m), el Llagunín de la Mata de Morella o Andolinas en Ablanedo (642 m), el Muxagre en Sandamías (655 m), el Pic Cueto de Pravia, forestes Santa Catalina en Agones i el Pic Mirabeche en Peñaullán, on són aprofitades les seves argiles per a la realització de ceràmiques.

### Hidrografia

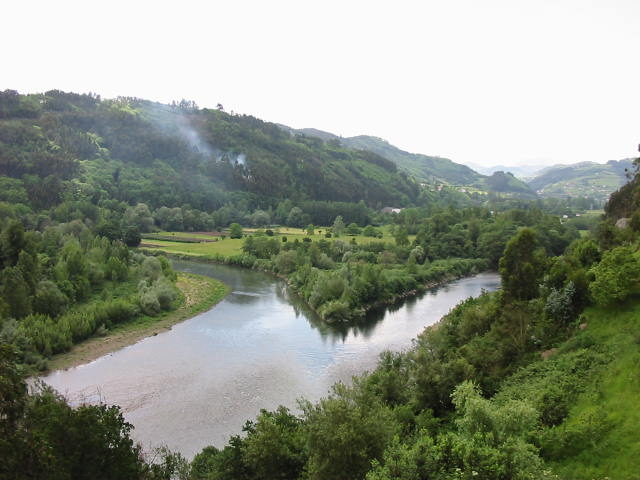
Confluència dels rius Nalón i Narcea.

La seva xarxa hidrogràfica és de gran importància, car l'erosió de les seves aigües determina la formació del relleu. Tres rius són els quals destaquen en la zona, el Nalón, el Narcea i el Aranguín que formen unes magnífiques vegues. El Nalón entra en el conceyu per Candamu, banyant terres Pravianas en una longitud de 13,5 quilòmetres. En el punt intermedi del riu, en la desembocadura del rierol del Pontigo, es troba la concordança dels conceyos de Muros, Pravia i Soto del Barco. Històricament sempre va ser el Nalón un riu de pesca. El Narcea entra en el conceyu pel sud, recorre en Pravia una superfície de 4,5 km, en forma de zig-zag i dona les seves aigües al Nalón a Forcinas. És avui dia el riu més important quant a pesca del conceyu i la captura del salmó és la seva activitat més destacada. L'Aranguín és el tercer riu en importància del conceyu. S'endinsa en territori pravià per Cañedo i al seu camí s'albiren multitud de torrents i de rierols. És un riu eminentment truiter.

### Clima
Quant al seu clima cal dir que aquest és suau i temperat presentant unes temperatures molt suportables tant en èpoques hivernals, com en etapes estivals, arribant rares vegades els termòmetres als 30 °C, o baixant dels 0 °C. La seva vegetació està repleta de verds prats, així com d'algunes taques boscoses de pins i d'eucaliptus.

### Parròquies
El conceyu de Pravia està format per 15 parròquies: 
| - Arangu - Cordoveiru - Courias | - Escuréu - Folgueras - Inclán | - Pravia - Pronga - Quinzanas | - San Damías - Santianes - Selgas | - Muros - Villafría - Villavaler |

## Evolució demogràfica
L'evolució mantinguda pel conceyu durant el segle xx, en relació amb la seva població ha estat sempre positiva fins als últims trenta anys que ha començat una regressió bastant forta, passant de 12.000 habitants en 1970 a 9.200 que té actualment, més de la meitat es concentra en la cabdal Praviana, quedant palesa que el descens de la població es desenvolupa majoritàriament en la zona rural. L'emigració també es va deixar notar al conceyu, sobretot fins a mitjan segle xx, sent Cuba el lloc triat per la majoria i que va influir a esdevenir del territori en forma de millora i construcció d'edificacions.

## Economia

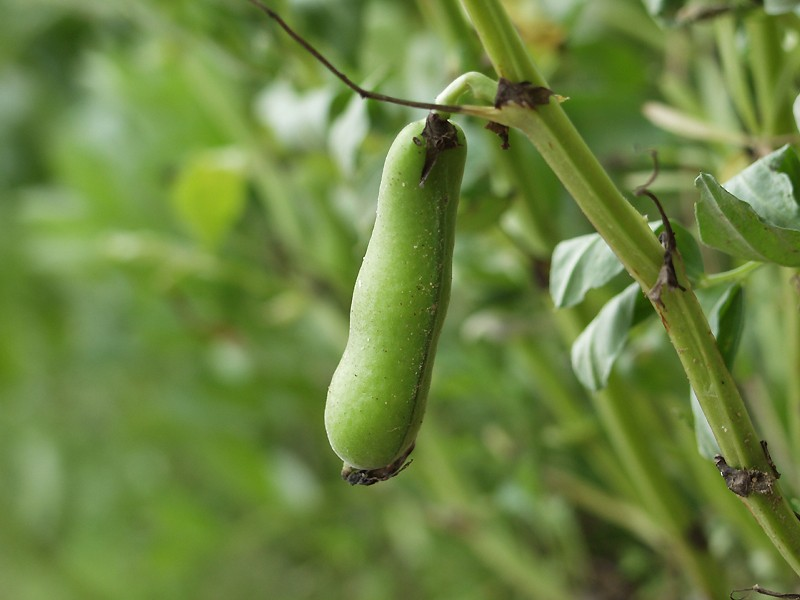
Planta de la Faba

L'activitat econòmica principal del conceyu ha sofert també un canvi en aquests últims anys deixant de ser el sector primari la base essencial de l'ocupació local, a favor dels serveis, que avui dia és el qual genera més ocupació. El sector primari ocupa a un total del 18,63% de les ocupacions sent la cabanya bovina orientada al sector làctic la predominant. Quant al cultiu de terres s'ha passat de collites tradicionals com escanda, sègol, blat, cànnabis, a conrear productes d'horta de qualitat. En relació amb sector secundari i la construcció, cal dir que en l'actualitat empra a un percentatge del 29,27%, sent la branca de la construcció i obres públiques, les indústries transformadores de metalls, les fusteres i les alimentàries, que concentren el major nombre de les ocupacions. L'eix principal de l'activitat econòmica és el sector terciari que genera un 52,1% de les ocupacions del conceyu afermant-se Pravia com centre distribuïdor de serveis de l'àrea d'influència de la comarca del baix Nalón. No obstant això, dues són els grans inconvenients amb els quals va a jugar el conceyu en aquest sentit. Una que seria la insuficiència de les comunicacions, i altra que seria la competència d'altres centres de serveis com poden ser els d'Avilés i Grado.

## Política
Al conceyu de Pravia han governat gairebé tots els grups polítics actuals espanyols. L'alcalde és el socialista Antonio de Luis Solar, qui governa en aquesta última legislatura amb majoria absoluta. En la legislatura 2003-2007, en la qual també va ser alcalde, va governar amb el suport del grup local Unión Praviana.
| Eleccions municipals |      |      |      |      |      |      |      |      |
| Partido              | 1979 | 1983 | 1987 | 1991 | 1995 | 1999 | 2003 | 2007 |
| PSOE                 | 3    | 8    | 8    | 8    | 8    | 6    | 6    | 8    |
| Partit Popular       | 3    | 9    | 8    | 8    | 9    | 5    | 6    | 4    |
| IU                   | 3    | 0    | 0    | 0    | 0    | 0    | 0    | 0    |
| UCD/CDS              | 8    | -    | 1    | 1    |      |      |      |      |
| URAS                 |      |      |      |      |      | 2    | 0    | 0    |
| UP                   |      |      |      |      |      |      | 1    | 1    |
| Total                | 17   | 17   | 17   | 17   | 17   | 13   | 13   | 13   |